# Giovan Battista Rusca
Giovan Battista Rusca genannt Batistin (* 4. Mai 1881 in Locarno; † 23. Januar 1961 ebenda) war ein Schweizer Rechtsanwalt, Politiker, Tessiner Grossrat, Nationalrat und Gemeindepräsident von Locarno.

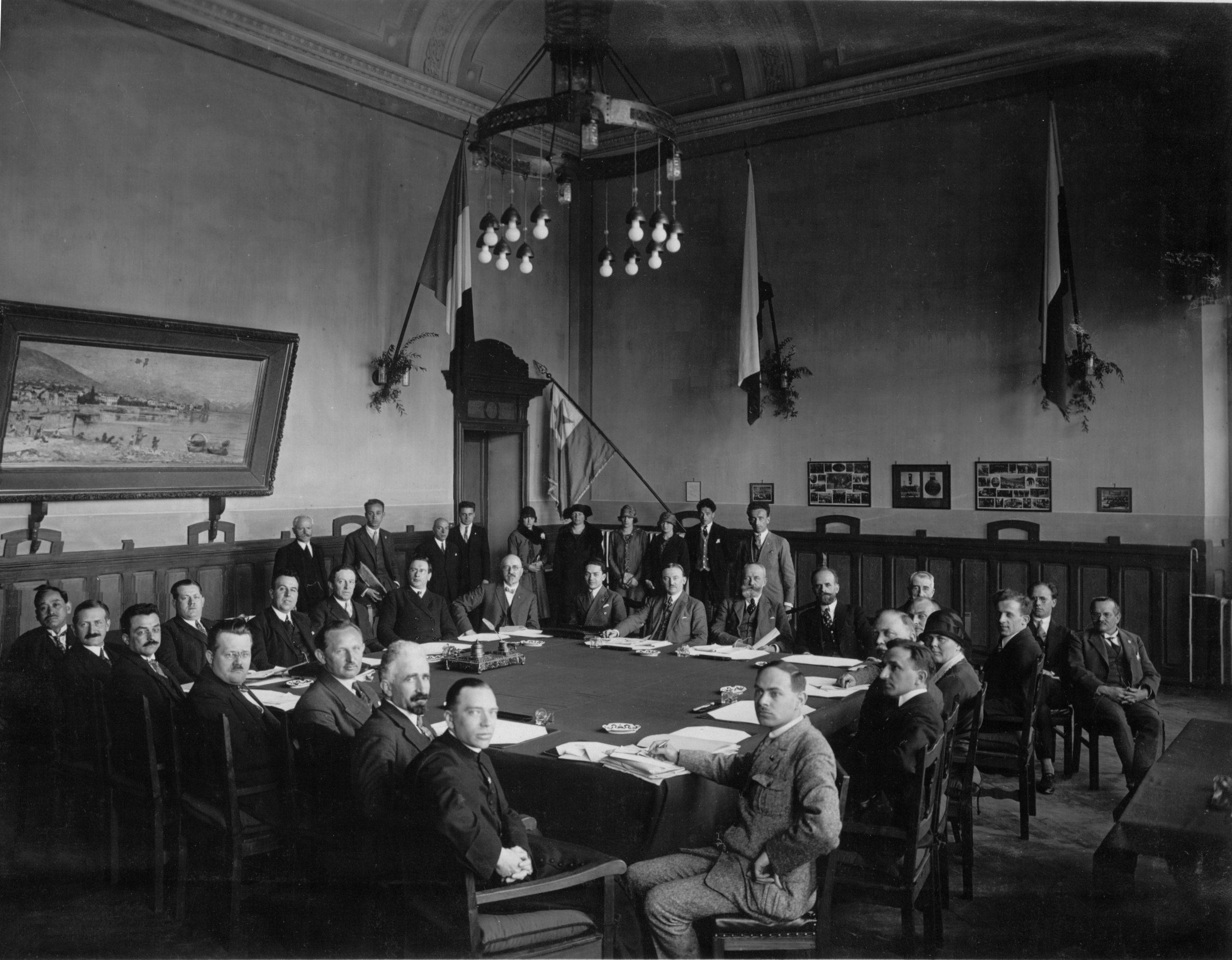
Giovan Battista Rusca beim Konferenz von Locarno 1925.

## Biografie
Giovan Battista Rusca war Sohn des Franchino Fedele Giuseppe und seiner Frau Erminia Giuseppina Maria geborene Bacilieri. Er heiratete 1912 Pia Elsa Rosalia Stoffel (Scheidung 1919), dann 1950 Marianne Leheux. Er erwarb seine rechtswissenschaftliche Studien an der Universität Lausanne. Er war Rechtsanwalt und Notar in Locarno und dann Staatsanwalt von 1911 bis 1923. Als Politiker der Freisinnig-Demokratischen Partei wurde er Stadtrat (ab 1912), Gemeinderat (ab 1916) und Gemeindepräsident von Locarno von 1920 bis 1961; überdies war er Mitglied des Tessiner Grossrats von 1927 bis 1955 und des Nationalrats von 1927 bis 1931, von 1935 bis 1943 und von 1947 bis 1955.
Er war besonders auf Fragen der internationalen Politik bedacht. Als überzeugter Europäer, der mit illustren Verfechtern der internationalen Zusammenarbeit wie Aristide Briand befreundet war, leitete er im Oktober 1925 die Konferenz von Locarno, die zum Abschluss eines Sicherheitspakts und zur Entspannung der Beziehungen zwischen den europäischen Grossmächten führte. Damit verdiente er sich mehrere Ehrungen und den Titel Monsieur la Liberté.
Während des Zweiten Weltkriegs setzte er sich aufgrund seiner tiefen Abneigung gegen faschistische Regime für die politisch Verfolgten ein. Als Vertreter des linken Flügels seiner Partei und entschiedener Verfechter des laizistischen Geistes und der Freiheitsideale war er einer der Protagonisten der Spaltung von 1934 und eine der massgeblichen Figuren der demokratischen Strömung, die die Zeitung Avanguardia leitete, die er von 1943 bis 1947 herausgab.